# Quảng trường Malta
Quảng trường Malta (hay Quảng trường Maltese, tiếng Séc: Maltézské náměstí) là một trong những quảng trường lịch sử ở Praha, tọa lạc ở Phố nhỏ, Cộng hòa Séc. Quảng trường cùng với nhiều di tích khác ở Phố nhỏ được đặt theo tên của các hiệp sĩ Malta.

## Vị trí
Quảng trường Malta tiếp giáp với quảng trường Velkopřevorské (Velkopřevorské náměstí) và 5 con phố, bao gồm: Lázeňská, Nosticova, Nebovidská, Harantova, và Prokopská. Bên cạnh đó, xung quanh quảng trường còn có nhiều địa danh và di tích văn hóa đáng chú ý, chẳng hạn như:
- Một nhà thờ tọa lạc ở phố Lázeňská dành riêng cho Đức Trinh nữ Maria [3]
- Cung điện Grand Priory [4]
- Cung điện Nostic
- Khu vườn Nostic
- Cung điện Turb
- Ghế dài Václav Havel (tác giả: kiến trúc sư Bořek Šípek) [5]
- Tượng đài Thánh Gioan Baotixita và các thiên thần (tác giả: nhà điêu khắc Ferdinand Maximilian Brokoff)
- Cung điện Beethoven (nhà soạn nhạc huyền thoại Ludwig van Beethoven từng sống ở đây)

## Các tổ chức
- Đại sứ quán Đan Mạch
- Bộ Văn hóa Cộng hòa Séc (đặt trụ sở tại Cung điện Nostic)
- Đại sứ quán Nhật Bản (đặt trụ sở tại Cung điện Turb)

## Hình ảnh

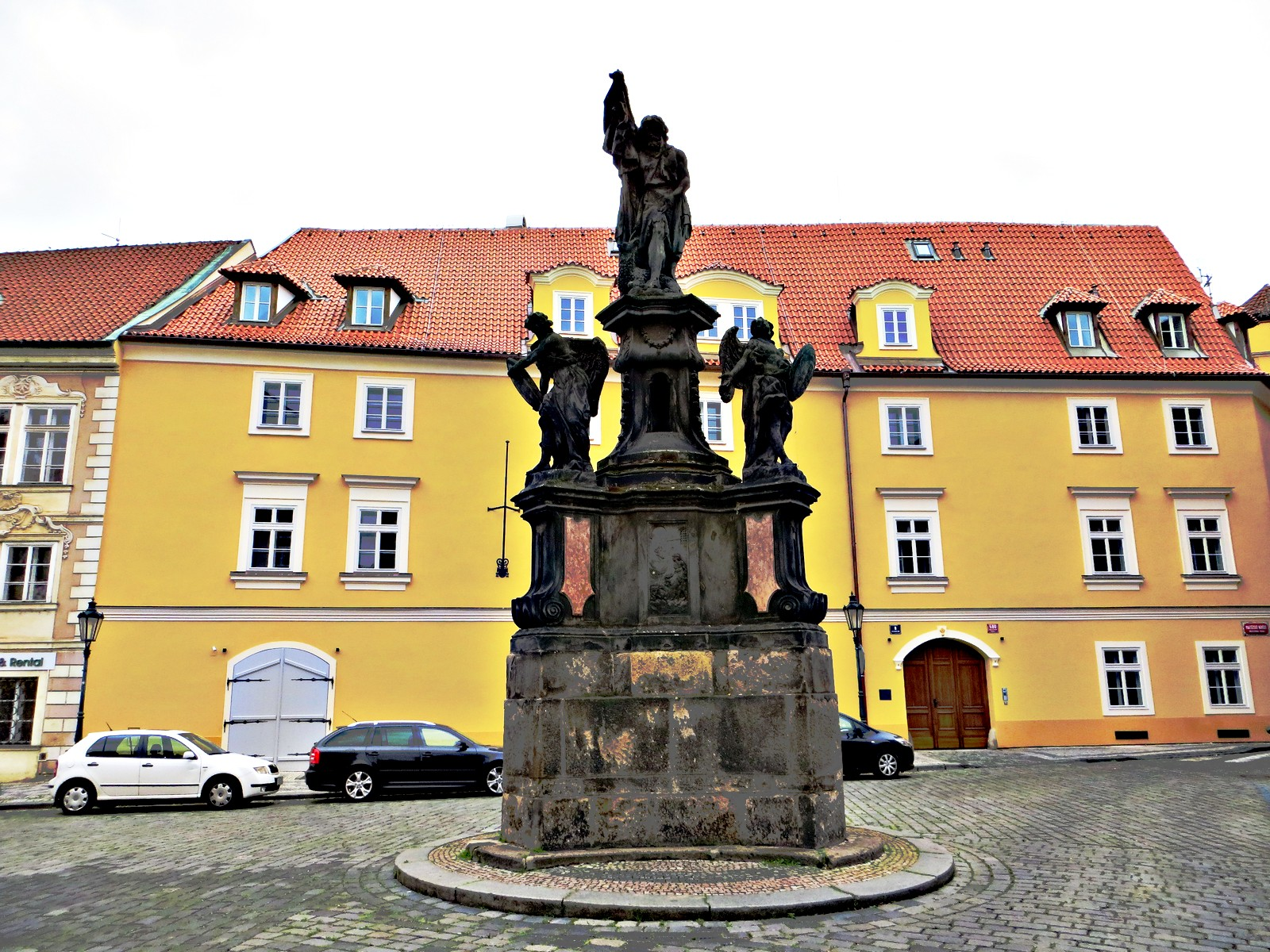
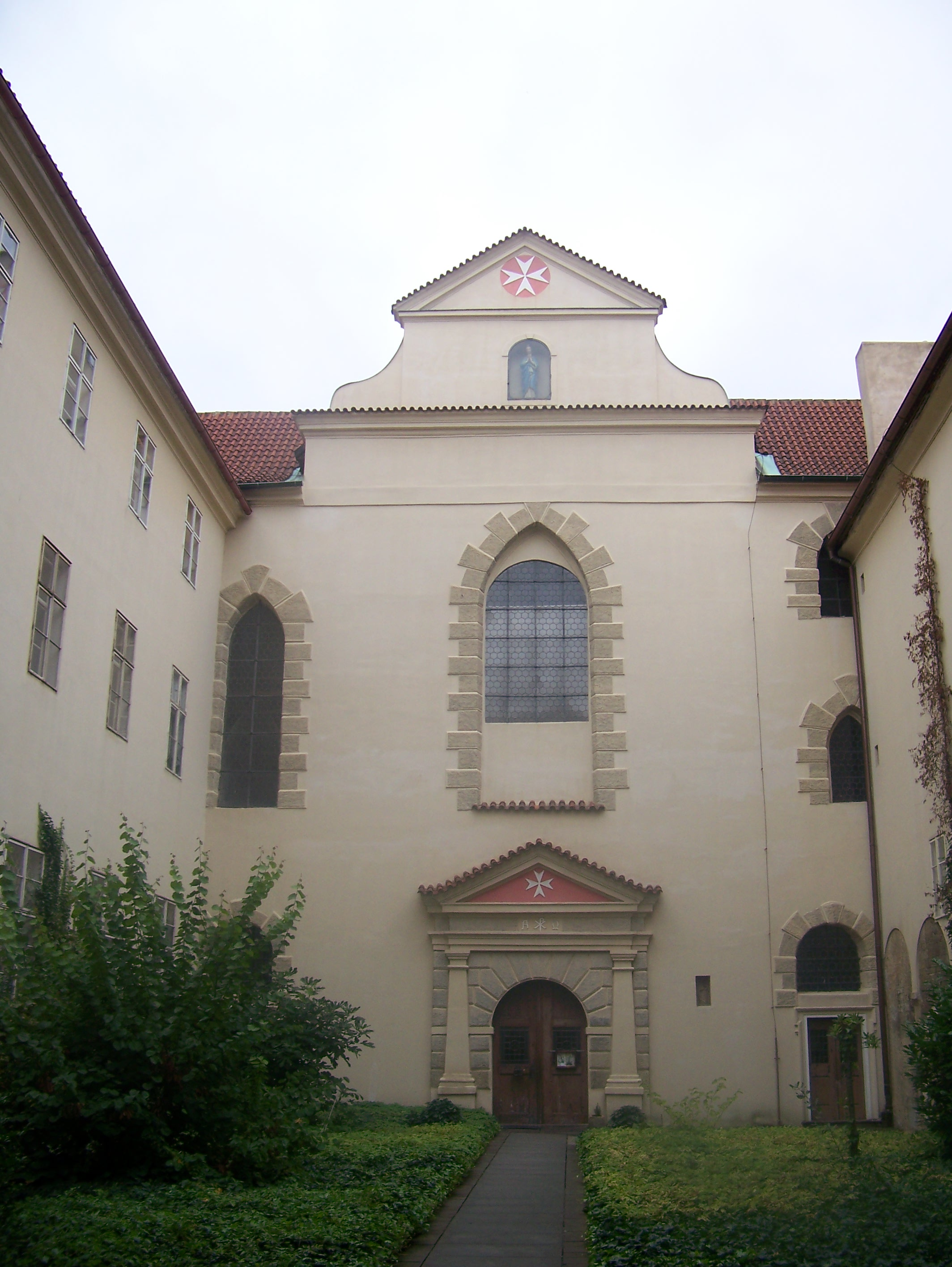
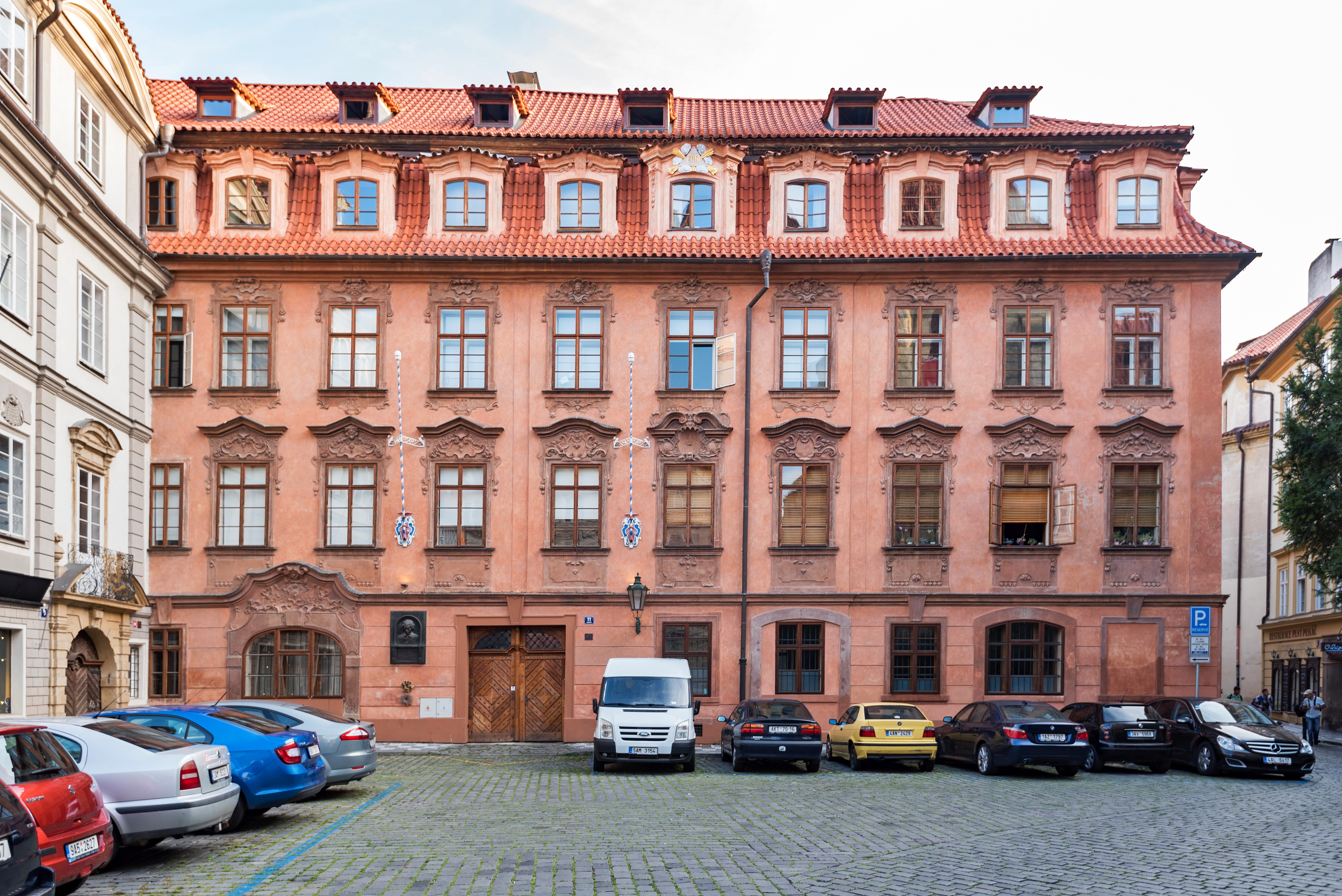
Cung điện Beethoven (2007)
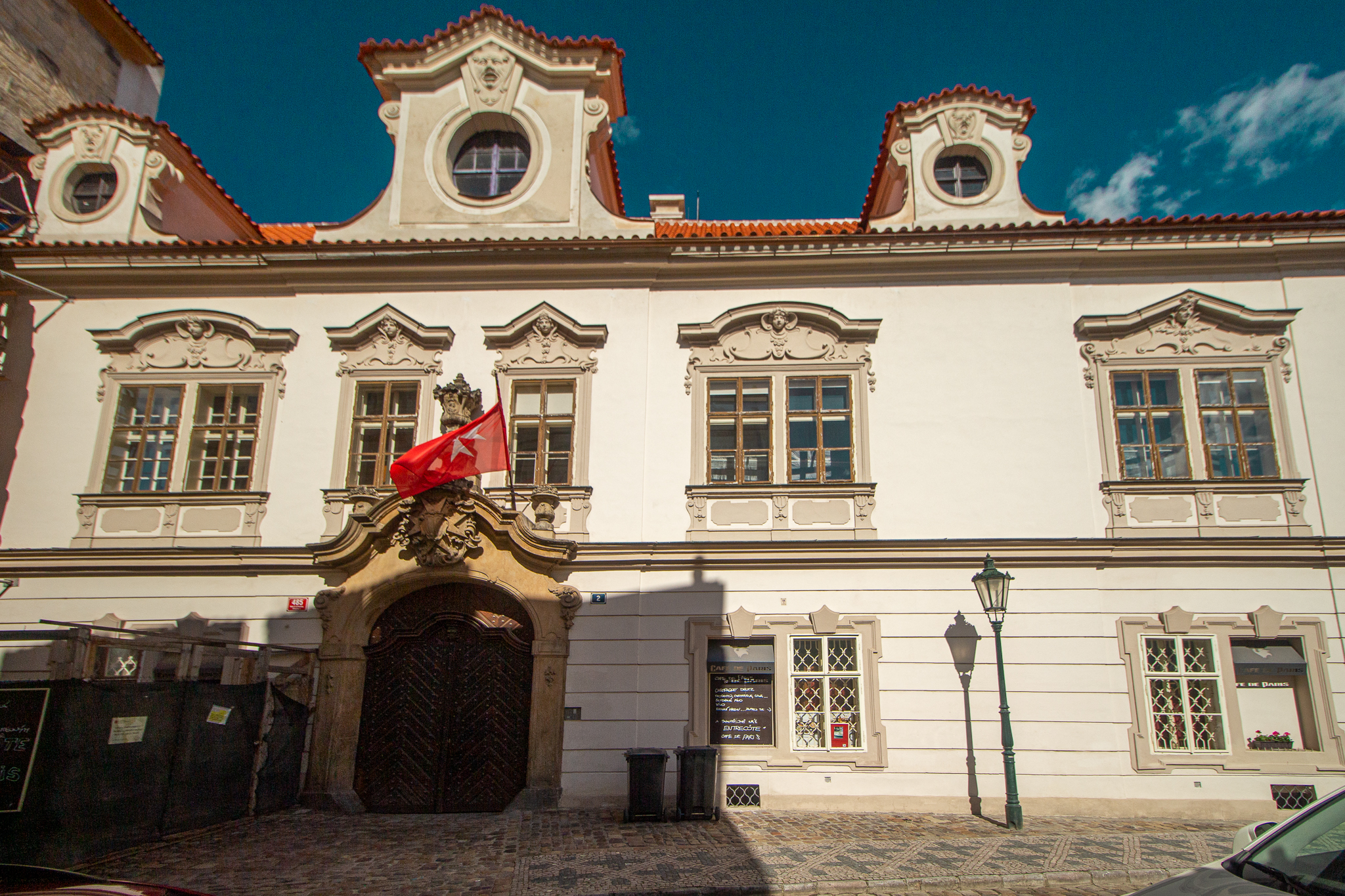
Cung điện Grand Priory (2021)